# Échantillonnage (matière)

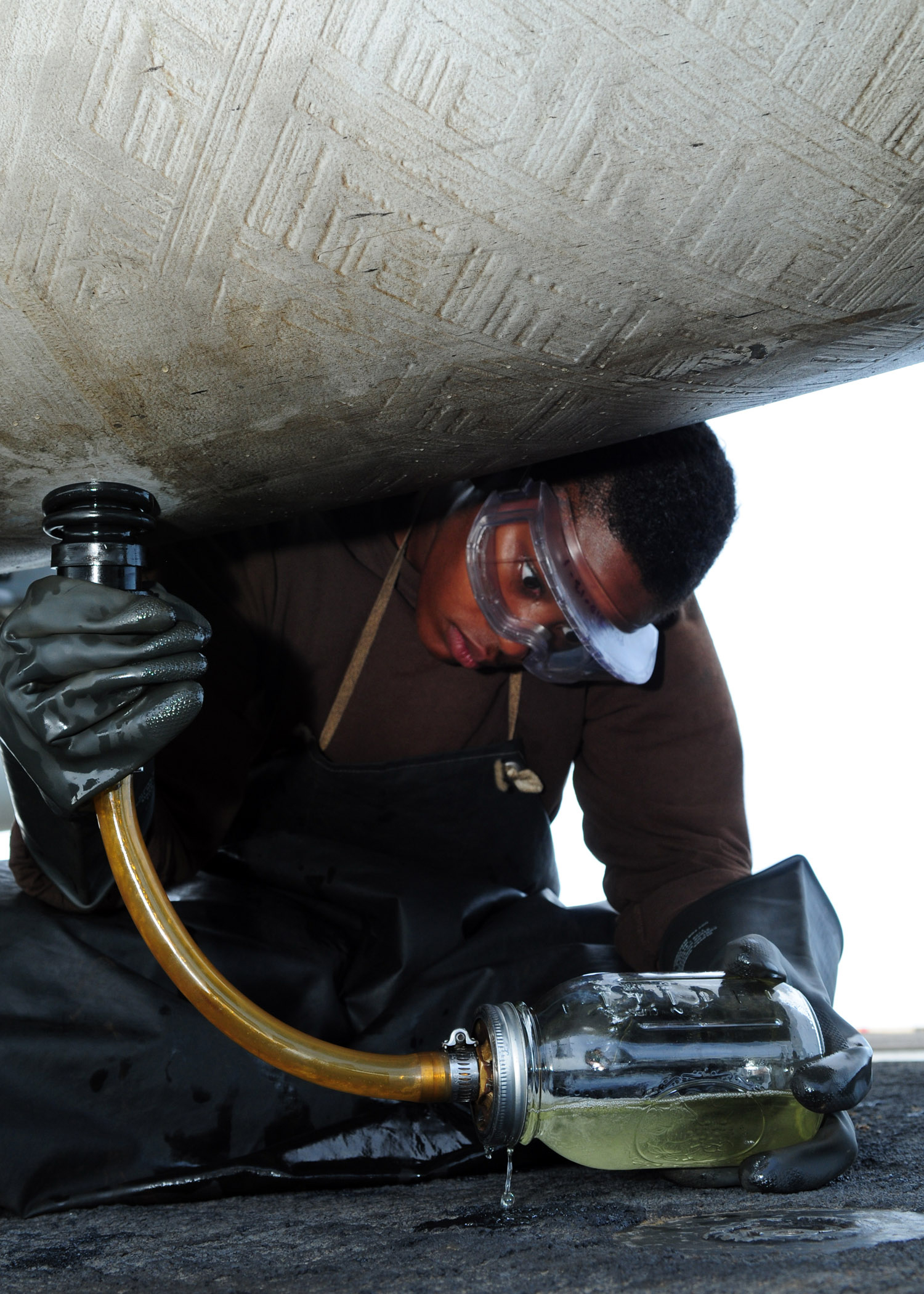
Prélèvement d'échantillons de carburant à partir d'un F/A-18 Hornet

Pour les articles homonymes, voir Échantillonnage.
L'échantillonnage est le prélèvement d'échantillons selon une procédure spécifiée. Il est utilisé pour faire des déclarations fiables sur la qualité, l'état ou la composition d'une matière particulière. Le processus d'échantillonnage donne des échantillons, mais ces échantillons peuvent être réassemblés en échantillons de collecte ou mélangés ou divisés. Le but est de générer un échantillon aussi reproductible que possible. Pour le prouver, il existe des méthodes statistiques. L'échantillon peut ensuite être analysé.
À l'heure actuelle, le terme échantillonnage s'applique également en tant que terme générique pour les actions suivantes :
- prendre des échantillons individuels ;
- mélanger des échantillons en vrac ou des parties de sous-échantillons ;
- préparer, broyer, tamiser... jusqu'à l'obtention d'un échantillon utilisable.

## Matières échantillonnées
Pour les essais analytiques en laboratoire, il est important d'avoir l'échantillon de laboratoire le plus représentatif possible. Cela signifie que la quantité généralement faible testée en laboratoire devrait fournir des résultats d'analyse et de mesure significatifs pour un lot significativement plus grand (contenu d'un wagon, cargaison d'un navire, sol d'une propriété, etc.). Souvent l'état de la matière à étudier joue un rôle important dans le processus d'échantillonnage.

### Solides en vrac
Les solides en vrac sont les matériaux granulaires tels que les céréales, le sucre, le cacao, les haricots blancs, les noix, etc. Pour les contenus des wagons ou les cargaisons d'un navire, les échantillons sont prélevés pendant le chargement ou le déchargement. Dans ce cas, un échantillon unique est prélevé dans chaque unité de transport. L'échantillon peut ensuite être concassé dans une concasseur, puis divisé en sous-échantillons. Un échantillon partiel (par exemple, 15 % de l'échantillon original) est moulu encore plus fin, puis divisé de nouveau en sous-échantillon. Cela donne un échantillon qui représente environ 1 % de l'échantillon original. D'autres procédés de comminution et de division en sous-échantillons peuvent suivre pour finalement obtenir l'échantillon d'analyse.

### Liquides

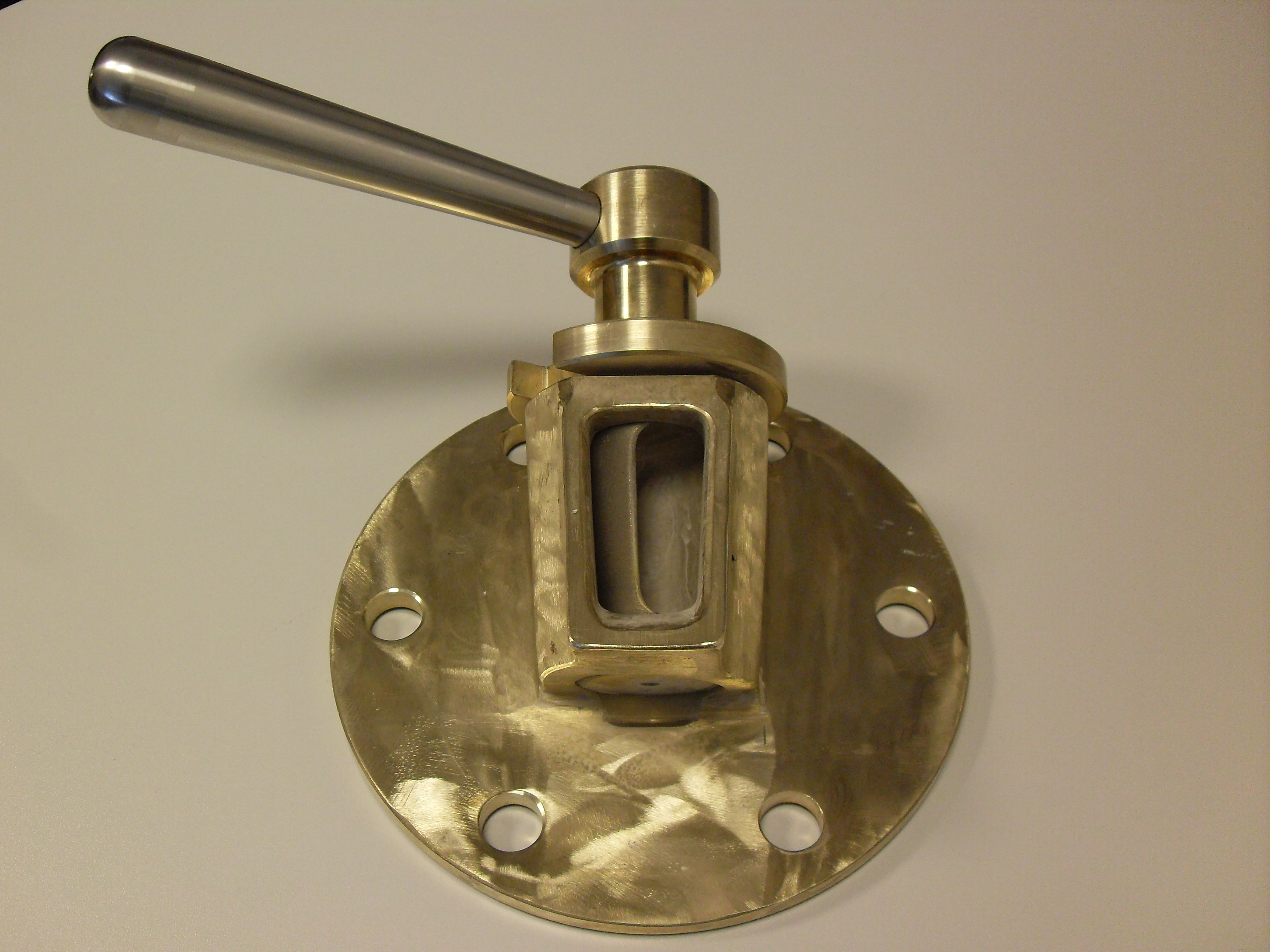
Robinet d'échantillonnage pour le prélèvement d'échantillons de suspensions cristallines dans des ustensiles de cuisine de l'industrie sucrière

Pour les liquides homogènes, l'échantillonnage est facile, car il consiste simplement en un prélèvement, par siphonnage ou coulée, de la quantité de liquide requise. Il est possible de prendre quelques échantillons et les combiner dans une bouteille dans un échantillon mélangé, puis les tester en laboratoire. Des échantillons d'émulsions ou de suspensions stables peuvent être pris de la même manière ; cependant, il est recommandé, lorsque cela est possible, d'agiter la matière même en cas d'apparente homogénéité.
S'il est nécessaire de prélever un échantillon d'un fluide non homogène, qui ne peut être rendu homogène par une méthode physique ou chimique (chauffage, addition d'un solvant, etc.), il sera nécessaire de procéder à une agitation adéquate préventive. Une alternative consiste à prendre des échantillons de volume égal à différents niveaux. Les échantillons prélevés à différentes hauteurs peuvent être analysés séparément ou combinés pour former un échantillon composite. Pour obtenir des échantillons représentatifs pour l'analyse des eaux usées dans les installations industrielles, on utilise parfois des machines d'échantillonnage automatiques scellées.
Dans le cas particulier de l'échantillonnage de l'eau, les procédures à suivre sont données, entre autres, par la série des normes internationales ISO 5667.

### Gaz
Dans le cas des gaz, l'échantillonnage est effectué en les collectant dans des récipients en verre ou en Tedlar généralement cylindriques ayant aux extrémités des robinets pour permettre un écoulement facile. De tels récipients peuvent être équipés de filtres aux extrémités et remplis de substances capables d'absorber sélectivement le gaz (ou la substance contenue dans le gaz) d'intérêt.
Le gaz peut pénétrer dans des dispositifs de collecte contenant un tube de détection de gaz. Cette entrée peut se faire au moyen de systèmes d'échantillonnage actifs, qui effectuent une aspiration au moyen de pompes à piston ou à membrane. Elle peut aussi avoir lieu par échantillonnage passif par adsorption sur un support solide, par exemple au moyen de tubes à diffusion.
Une autre méthode d'échantillonnage, plus utile pour obtenir un échantillon moyen sur de longues périodes, est de permettre à l'échantillon gazeux de se dilater à l'intérieur d'un récipient dans lequel le vide a été fait, en ajustant le temps de remplissage du récipient. Ce mode est souvent utilisé pour obtenir des échantillons moyens d'air atmosphérique.
Lors de la mesure des émissions de gaz d'échappement, un flux partiel est souvent prélevé par échantillonnage isocinétique.
Lors de mesures d'émissions, le lieu d'échantillonnage est d'une importance cruciale et dépend du type de mesure à réaliser. Selon la type et la procédure de mesure, la durée de l'échantillonnage peut varier de quelques minutes à plusieurs semaines.

## Méthodes d’échantillonnage

### Échantillonnage par prélèvement
L'échantillonnage par prélèvement est destiné aux lots de masse importante, non manipulables et en particulier aux lots en écoulement. Un échantillonnage se fait en prélevant des échantillons de façon systématique ou au hasard. Chaque échantillon peut être testé seul. Le prélèvement peut être réalisé par exemple avec une carotteuse, un carottier ou une tarière.

### Échantillonnage par partage
Cette méthode est destinée aux lots manipulables. Le partage transforme un lot en un ensemble d'échantillons dont un seul est sélectionné pour devenir l'échantillon réel. Cet échantillon est appelé sous-échantillon.

#### Quartage
Le quartage est une méthode manuelle utilisée pour les solides en vrac. Le quartage est la réduction de la taille d'un échantillon en formant un tas conique qui est étalé en une galette plate circulaire. La galette est divisée en quatre quartiers (d'où son nom). Deux quartiers opposés sont mis au rebut. Les deux autres quartiers sont combinés pour former le sous-échantillon. Le processus est répété autant de fois que nécessaire pour obtenir la quantité désirée pour une utilisation finale (par exemple en tant qu'échantillon de laboratoire ou en tant qu'échantillon d'essai).

#### Pelletage
Le pelletage est une méthode manuelle utilisée pour les solides en vrac. Une pelle (d’où son nom) ou une spatule est utilisée pour diviser un gros tas de matière en des tas plus petit. Différentes possibilités existent :
- pelletage fractionné vrai : d'un gros tas, on fait plusieurs petits tas et on en choisit un ;
- pelletage fractionné dégénère : d'un gros tas, on fait un petit tas et un autre tas avec le reste ;
- pelletage alterné : du gros tas, on en fait deux.

#### Soutirage
C’est l’application de la méthode de pelletage aux liquides. La pelle est remplacée par un seau, ou tout autre récipient, et les tas par des cuves réceptrices : les deux procédés fonctionnent suivant le même principe.

#### Diviseurs d’échantillon
Les diviseurs d'échantillon sont des appareils au moyen desquels un échantillon de poudre est divisé en portions représentatives. 
- les diviseurs à riffles sont des diviseurs d’échantillons manuels utilisés pour les solides en vrac. On introduit dans cet appareil le matériau à traiter avec une pelle rectangulaire de largeur égale à l'ouverture de l'appareil. On obtient deux échantillons ; on en retient un, au hasard, et on recommence.
- les diviseurs rotatifs sont des diviseurs d’échantillons nécessitant de l’énergie électrique pour être utilisés. Ils sont utilisés pour les solides en vrac ou pour les liquides. Les grandes quantités d'échantillons ou les grands flux de matières sont partagées avec ce type de diviseur.

## Échantillonnage en biotechnologie
En biotechnologie, les bioréacteurs et les fermenteurs sont utilisés pour produire une grande variété de produits grâce à des micro-organismes. Les capteurs installés n'enregistrent qu'une partie intéressantes des paramètres du procédé, de sorte que des échantillons doivent être prélevés pour une analyse externe. Les contaminations de la suspension de culture doivent être évitées à tout prix afin de ne pas nuire à la croissance et à la qualité du produit. Dans le même temps, les éventuels prélèvements doivent être exempts de volume mort et stériles afin d'éviter la formation de biofilms.

### Échantillonnage manuel
L'échantillonnage manuel est l'une des activités régulières de la production biotechnologique. Plusieurs possibilités sont sélectionnées en fonction du type et de la taille du réacteur :
- Membrane d'échantillonnage : à l'aide d'une canule en forme de seringue, une membrane est percée sur le côté du produit ou dans le couvercle d'un récipient de réacteur et la quantité désirée est prélevée dans une seringue. Avant l'échantillonnage, l'extérieur de la membrane est désinfecté avec un produit chimique, tel que l'alcool ou par une flamme.
- Tube d'échantillonnage : dans le couvercle d'un récipient de réacteur, un tube est installé, qui est présent dans le récipient jusqu'au milieu de la culture. Le tube est rempli d'un milieu barrière stérile jusqu'à ce qu'il soit libéré de l'extérieur et le milieu d'échantillon s'écoule de l'intérieur et est recueilli. Après la fin du processus, la matière restante est repoussée avec le milieu de protection stérile.
- Vanne d'échantillonnage : au-dessous du niveau du liquide, une vanne est installée dans une buse de conteneur avec des connexions pour la vapeur. Avant l'échantillonnage, le corps de la vanne et tous les composants mouillés sont stérilisés avec de la vapeur stérile. L'échantillon peut ensuite être rempli dans un récipient maintenu sous la valve.

Alors que les vannes d'échantillonnage sont utilisées depuis les petits réacteurs de laboratoire jusqu'aux fermenteurs industriels, les deux autres méthodes sont généralement limitées à l'échelle du laboratoire.

### Échantillonnage automatique
L'échantillonnage automatisé offre un niveau d'automatisation souhaitable en biotechnologie pour le contrôle des procédés, la sécurité et la prévisibilité. Diverses méthodes ont été développées qui impliquent l'échantillonnage en ligne. Contrairement aux capteurs en ligne mesurant directement dans le milieu, les échantillonneurs en ligne permettent des mesures externes automatisées avec rétroaction directe à l'automatisation. Pour réussir l'échantillonnage et l'analyse subséquente, des équipements complexes doivent parfois être installés pour assurer la stérilité dans le récipient de culture tout en fournissant des résultats de mesure complets,.
- Vanne d'échantillonnage automatique : avec ces vannes, l'ouverture et le remplissage d'un récipient sont automatisés. Il n'y a aucun contact avec l'environnement et la contamination peut être exclue.
- Sonde avec vanne intégrée : dans le milieu de culture lui-même, une vanne est ouverte, qui a été stérilisée pendant la stérilisation de l'ensemble du système, puis alimentée en air comprimé stérile. En fermant et en ouvrant l'alimentation en air comprimé, une quantité exacte d'échantillon peut être prélevée et dosée dans un récipient préparé.
- Sonde à filtre : une sonde à filtre en céramique est installée dans le milieu de culture. Le milieu de culture est aspiré dans un tube, dans lequel les micro-organismes cultivés restent sur la surface du filtre. Le milieu peut ensuite être examiné pour ses constituants.

En principe, les méthodes automatiques peuvent également être utilisées dans de nombreux autres domaines d'application pour l'échantillonnage de liquides, par exemple dans l'industrie chimique ou le traitement du pétrole. En biotechnologie, la demande de stérilité justifie l'installation de systèmes d'échantillonnage complexes.

## Échantillonnage en industrie pharmaceutique
Pour l'échantillonnage des matériaux d'emballage, des substances actives d'un médicament et des produits finis dans l'industrie pharmaceutique, il existe des instructions détaillées d'échantillonnage et des plans, dont l'application est contrôlée par les autorités nationales compétentes.